# Publius Anteius Rufus
Publius Anteius Rufus († 66) war ein römischer Politiker zur Zeit Neros. Anteius war im Jahr 51 konsularer Statthalter in der Provinz Dalmatia. Vier Jahre später, im Jahre 55, sollte er Syria als Provinz bekommen, wurde aber vor dem Verlassen Roms dort festgehalten. Nero hasste ihn und ließ ihm deshalb 66 den Prozess durch Antistius Sosianus machen. Angeblich soll Anteius beim Wahrsager Pammenes gewesen sein, um die Zukunft Neros zu erfragen. Seiner Verurteilung entzog er sich durch Selbstmord.